# Rønninge
Rønninge er en landsby på Fyn med 249 indbyggere  (2024). Rønninge ligger ved Fynske Motorvej to kilometer syd for Langeskov og 17 kilometer øst for Odense. Byen tilhører Kerteminde Kommune og er beliggende i Region Syddanmark.
Den hører til Rønninge Sogn, og i landsbyen ligger Rønninge Kirke, der tidligere tilhørte det nærliggende gods Rønninge Søgård .